# Pasemka Caspary'ego

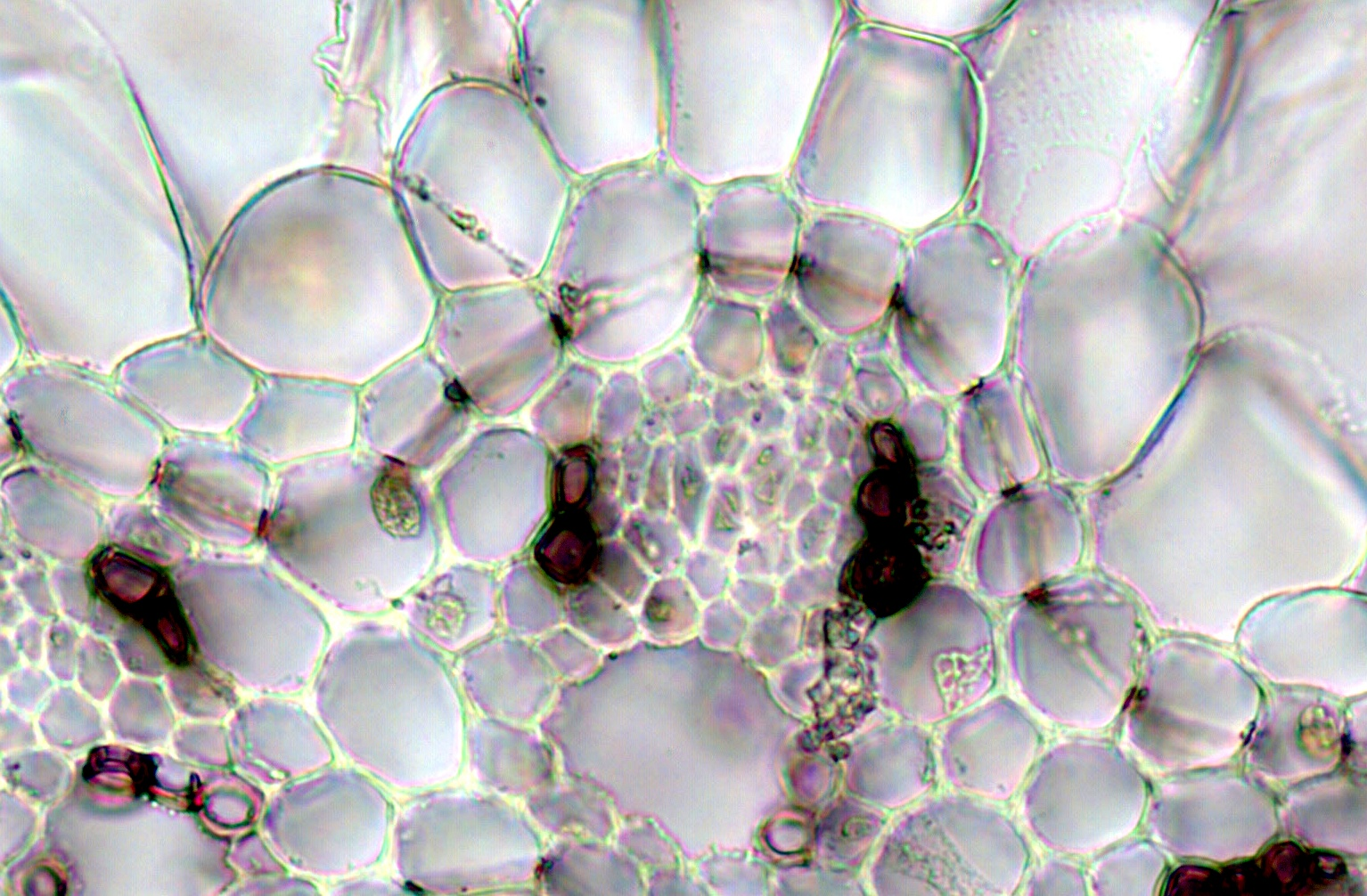
Pasemka Caspary'ego u skrzypu

Pasemka Caspary'ego – hydrofobowe zgrubienia ściany komórkowej występujące w endodermie oraz egzodermie.

## Budowa i lokalizacja
W typowej endodermie komórki ściśle do siebie przylegają i mają charakterystyczną budowę ścian. W ich promienistych i poprzecznych ścianach obecne są nieprzepuszczalne dla wody pasma, zwane pasemkami Caspary'ego. Zawierają one suberynopodobne składniki hydrofobowe (stwierdzono w nich także obecność ligniny). 
Występują również w pierwszym stadium rozwoju endodermy w strefie włośnikowej korzenia. W drugim stadium rozwoju, powyżej strefy włośnikowej, w endodermie odkłada się lamela suberynowa na powierzchni ściany komórkowej pierwotnej. W trzecim stadium, obecnym tylko u roślin jednoliściennych w starszych partiach korzenia, zachowującego budowę pierwotną, odkłada się ściana wtórna zaopatrzona w jamki. Niekiedy pasemka są również obecne w endodermie dojrzałych odcinków łodygi.
Pasemka Caspary'ego mogą występować także w ścianie pierwotnej komórek egzodermy. Są szersze niż w endodermie, często obejmują całe ściany antyklinalne.

## Pasemka Caspary'ego a transport wody
Przemieszczanie się wody w apoplaście jest blokowane przez pasemka Caspary'ego. Ich hydrofobowy charakter uniemożliwia swobodny ruch wody, dlatego musi ona wniknąć do wnętrza komórek na zasadzie osmozy, a stamtąd przez komórki perycyklu dotrzeć do światła naczyń lub cewek. Inną możliwością jest przepływ wody przez tzw. komórki przepustowe, obecne w endodermie. Są one zlokalizowane naprzeciw pasm drewna, umożliwiając wodzie i rozpuszczonym w niej solom mineralnym dotarcie do ksylemu.